# Two Can Play That Game (Bobby Brown-album)
A Two Can Play That Game az amerikai énekes Bobby Brown 1995-ben megjelent válogatás remixalbuma, mely az MCA lemezkiadónál jelent meg.

## Megjelenések
2LP  MCA 11334 

CD  MCD 11334
1. Two Can Play That Game (K-Klassik Radio Mix) - 3:31
2. Humpin' Around (K-Klassik Radio Mix)- 3:48
3. That's The Way Love Is (Vincent Herbert Remix) - 7:21
4. Don't Be Cruel - 7:22
5. Something In Common (L.A. Reid Remix) Vocals – Whitney Houston - 6:46
6. Get Away (M.K. Extended Mix) - 7:35
7. On Our Own - 4:28
8. My Prerogative (Joe T. Vannelli Light Edit) - 4:17
9. Every Little Step (C.J. Mackintosh 7" Mix) - 3:45
10. Good Enough (Chris "Tricky" Stewart & Sean "Sep" Hall Remix) - 4:44
11. One More Night (Chris "Tricky" Stewart & Sean "Sep" Hall Remix) - 5:21
12. Rock Wit'Cha (L.A. & Babyface Remix) - 4:46